# 色氨酸羟化酶
色氨酸羟化酶（英語：Tryptophan hydroxylase，EC 1.14.16.4 （页面存档备份，存于））也称为色氨酸5-单加氧酶，简称TPH，是合成神经递质5-羟色胺的过程中重要的酶。色氨酸羟化酶可催化如下酶促反应：
L-色氨酸 + 四氢生物蝶呤 + O2 {\displaystyle \rightleftharpoons } 5-羟色氨酸 + 二氢生物蝶呤 + H2O
以上反应还需要亚铁离子作为辅酶。

## 功能
| 色氨酸                           | {{{forward_enzyme}}}           | {{{forward_enzyme}}} | 5-羟色氨酸 |
|                                  |                                |                      |            |
| {{{minor_forward_substrate(s)}}} | {{{minor_forward_product(s)}}} |                      |            |
|                                  |                                |                      |            |
|                                  |                                |                      |            |
|                                  |                                |                      |            |
|                                  |                                |                      |            |

色氨酸羟化酶可以使色氨酸的C5羟基化，使色氨酸转化为5-羟色氨酸（5-HTP）。这一催化氧化反应是神经递质5-羟色胺生物合成过程中的启示步及限速步。色氨酸羟化酶也是褪黑素生物合成过程中需要用到的第一种酶。
色氨酸羟化酶（TPH）与酪氨酸羟化酶（TH）、苯丙氨酸羟化酶（PAH）等皆为芳香族氨基酸羟化酶超家族（superfamily）的成员，负责催化重要代谢途径中的关键步骤。与酪氨酸羟化酶、苯丙氨酸羟化酶类似，色氨酸羟化酶也以(6R)-L-赤型-5,6,7,8-四氢生物蝶呤（BH4）及双氧（O2）作为氧化还原的底物。
人类的色氨酸羟化酶若受到某些物质（如对氯苯丙氨酸）的抑制，可能会引发抑郁症。
色氨酸羟化酶的酶活性（即色氨酸羟化酶将L-色氨酸转化为5-羟色胺前体L-5-羟色氨酸的反应速率）可以在被蛋白激酶A等激酶催化磷酸化后增加。

## 异构体
哺乳动物都拥有两种不同的TPH基因。人类的两个TPH基因分别位于11号染色体和12号染色体上，它们编码着不同却同源的酶——TPH1及TPH2，这两种基因的序列一致性达71%。
- TPH1主要表达在分泌5-羟色胺的组织中，如皮肤、肠道、松果体以及中枢神经系统中。
- TPH2则仅在神经细胞中表达，且其于中枢神经系统中的表达量较TPH1大。

## 扩展阅读
- Friedman PA, Kappelman AH, Kaufman S. . J. Biol. Chem. 1972, 247 (13): 4165–73. PMID 4402511.
- Hamon M, Bourgoin S, Artaud F, Glowinski J. . J. Neurochem. 1979, 33 (5): 1031–42. PMID 315449. doi:10.1111/j.1471-4159.1979.tb05239.x.
- Ichiyama A, Nakamura S, Nishizuka Y, Hayaishi O. . J. Biol. Chem. 1970, 245 (7): 1699–709. PMID 5309585.
- Jequier E, Robinson DS, Lovenberg W, Sjoerdsma A. . Biochem. Pharmacol. 1969, 18 (5): 1071–81. PMID 5789774. doi:10.1016/0006-2952(69)90111-7.
- Wang L, Erlandsen H, Haavik J, Knappskog PM, Stevens RC. . Biochemistry. 2002, 41 (42): 12569–74. PMID 12379098. doi:10.1021/bi026561f.
- Windahl MS, Petersen CR, Christensen, HEM, Harris P. . Biochemistry. 2008, 47 (46): 12087–94. PMID 18937498. doi:10.1021/bi8015263.